# Brit Floyd
Brit Floyd je revivalová skupina založená v roce 2011 v Liverpoolu, Spojeném království. Darlington skupinu založil po sedmnáctiletém působení ve skupině The Australian Pink Floyd Show.

## Historie skupiny
Skupina Brit Floyd byla založena na základě iniciativy kytaristy a zpěváka Damiana Darlingtona, který cítil, že by se věci daly dělat lépe než v jeho předešlé skupině The Australian Pink Floyd Show, a uváděl, že v nové skupině se věnuje daleko více pozornosti detailům a dalším aspektům vystoupení, od hudby k vizuálním efektům a osvětlení, vše je perfektnější.."
Darlington začal sledovat Pink Floyd poté, co ve čtrnácti slyšel jejich album The Wall a v roce 1987 viděl skupinu během jejich turné k albu A Momentary Lapse of Reason. Od té doby viděl skupinu v různých obdobích od jejich rozpadu až po znovusjednocení v roce 2005."

## Členové skupiny
Ve skupině Brit Floyd hráli různí hudebníci od jejího vzniku v roce 2011.
Současní členové
- Damian Darlington – hudební ředitel, kytara, lap steel kytara, zpěv (2011–dosud)
- Gareth Darlington – zvukový a technický ředitel (2011–dosud)
- Bryan Kolupski – Media Director – Animation and Video (2011–dosud)
- Rob Stringer – klávesy, zpěv (2011–dosud)
- Ian Cattell – baskytara, zpěv (2011–dosud)
- Arran Ahmun – bicí (2011–dosud)
- Ola Bienkowska – sborový zpěv (2011–dosud)
- Emily Jollands – sborový zpěv (2011–dosud)
- Jacquie Williams – sborový zpěv (2011–dosud)
- Angela Cervantes - sborový zpěv (2013–dosud)
- Thomas Ashbrook - klávesy, zpěv (2013–dosud)
- Roberta Freeman - sborový zpěv (2014–dosud)
- Karl Penny - bicí (2014–dosud)
- Jay Davidson – saxofony, kytary, perkusy, klávesy (2015–dosud)
- Edo Scordo - kytary, zpěv (2015–dosud)
- Jenn Kee - sborový zpěv (2016–dosud)
- Ryan Saranich - saxofony, kytary, perkusy, klávesy (2016–dosud)
- Eva Avila - sborový zpěv (2018–dosud)
- Ella Chi - sborový zpěv (2018–dosud)

Bývalí členové
- Amy Smith – sborový zpěv (2011)
- Rosalee O'Connell - sborový zpěv (2013)
- Carl Brunsdon – saxofony, kytary, perkusy, baskytara (2011–2015)
- Bobby Harrison – kytara, zpěv (2011–2015)